# Kanál (radiotechnika)
V radiotechnice je kanál rozsah frekvencí (nebo vlnových délek) elektromagnetického spektra přidělený pro provoz rozhlasové nebo televizní stanice, radiostanice nebo jiného zřízení používajícího rádiové vlny příslušným úřadem (v České republice Českým telekomunikačním úřadem – ČTÚ) na základě mezinárodní smluv. Kanály jsou obvykle číslovány, ale pro určení rozsahu kmitočtů je třeba i informace, o jaký kanál se jedná (televizní kanál číslo 1 je něco jiného než Wi-Fi kanál číslo 1 nebo CB kanál číslo 1). Číslování kanálů se také může lišit podle geografické oblasti nebo státu.
V běžném hovoru se termín kanál používá i pro označení určitého televizního programu.